# Rio Fântâna Cerbului
O Rio Fântâna Cerbului é um rio da Romênia, afluente do Brăneasa, localizado no distrito de Sibiu.